# San Diego Film Critics Society
La San Diego Film Critics Society (SDFCS) és una associació estatunidenca de crítics de cinema, basada a San Diego (Califòrnia), als Estats Units i fundada l'any 1996.
Lliura cada any els San Diego Film Critics Society Awards (SDFCS Awards), que recompensen els millors films de l'any.

## Categories dels premis
- Millor film
- Millor director
- Millor actor
- Millor actriu
- Millor actor secundari
- Millor actriu secundària
- Millor repartiment
- Millor guió original
- Millor guió adaptat
- Millor direcció artística
- Millor fotografia
- Millor muntatge
- Millor música
- Millor film en llengua estrangera
- Millor film d'animació
- Millor film documental
- Premi especial